# Palazzo Pancani
Palazzo Pancani si trova piazza Vittorio Emanuele II 31 a Bientina, in provincia di Pisa.

## Storia e descrizione
Di origine settecentesca, figura tra gli edifici più antichi affacciati sulla piazza di Bientina, creata in seguito alla deviazione del Cilecchio e la costruzione del Canale Imperiale. Citato nei resoconti sulla visita di Gian Gastone de' Medici, venne abitato da nobili proprietari terrieri della zona. A fine del XIX secolo fu acquistato dagli attuali proprietari, che ne hanno restaurato gli ambienti.
Dotato di una semplice facciata sulla piazza, ravvivata da cornici in pietra su portali e finestre, ha sul retro un giardino murato. La presenza di tre orologi solari ne valorizza le facciate. Il primo si trova sulla facciata principale esposta ad est e guarda la piazza principale del paese con il motto «horas tibi serenas» ("Ore serene per te"). Il secondo guarda ad ovest ed è stato dipinto nel cortile interno con il motto «ultima latet» ("L'ultima resta nascosta", con riferimento all'ultima ora prima della morte). Il terzo, posto anch'esso nel cortile interno guarda il sole a sud con il motto «bene utere» ("Fa' buon uso" del tempo). Tutti e tre gli orologi sono stati progettati dal noto gnomonista cap. Roberto Cappelletti e dipinti dalla pittrice Federica Ruberti. Le tre pitture evidenziano i legami fra Bientina e Montecarlo di Lucca, terra di origine degli attuali proprietari.